# Vale Pain
Vale Pain, pseudonimo di Valerio Paini (Milano, 27 Luglio 2002), è un rapper italiano.

## Discografia

### Album
- Goleador (2019)
- 2020 (2020)
- 2020: Youngstar (2020)
- Pain (2022)
- VP Drive (2024)
- Pain 2 (2025)

### Ep
- Estate in Città (2023)